# Långbro folkhögskola

Långbro Folkhögskola, med Folkuniversitetet som huvudman, tillkom 1997 genom att den verksamhet som Stockholms folkhögskola tidigare (från 1992) haft i före detta Långbro sjukhus i stadsdelen Långbro i Stockholm blev en självständig folkhögskola. Vid folkhögskolan fanns bland annat allmän kurs, Levande Verkstads metodkurs och (från 1993) Konstskolan Linnea , en treårig eftergymnasial konstutbildning för personer med utvecklingsstörning. Verksamheten flyttades 2007 till Södra Stockholms folkhögskola i Skärholmen.